# Wendla (cràter)
Wendla és un cràter d'impacte en el planeta Venus de 5,7 km de diàmetre. Porta el nom d'un antropònim suec, i el seu nom va ser aprovat per la Unió Astronòmica Internacional el 1997.